# Frauenkopf (Jawlensky)
Frauenkopf ist der Titel eines expressionistischen Gemäldes des deutsch-russischen Malers Alexej von Jawlensky, das 1912 entstand. Seit 1964 gehört es zum Bestand der Berliner Neuen Nationalgalerie.

## Beschreibung, Maltechnik und Farbe
Das Bild ist in der Technik Öl auf Pappe ausgeführt und hat die Maße 61 × 51 cm. Es trägt die Nationalgalerie-Inventarnummer B 439.
Jawlensky hat viele Köpfe gemalt, die in seinen späteren Jahren in immer abstrakteren und einfacheren Formen erscheinen. Bestärkt wurde er darin durch Emil Nolde. Er schreibt: „Dieser Sommer [1911] bedeutete für mich eine große Entwicklung in meiner Kunst. Ich malte dort meine besten Landschaften und figurale Arbeiten in sehr starken, glühenden Farben, absolut nicht naturalistisch und stofflich. Ich habe sehr viel Rot genommen, Blau, Orange, Kadmiumgelb, Chromoxydgrün. Die Formen waren sehr stark konturiert mit Preußischblau und gewaltig aus einer inneren Ekstase heraus […]. 1912 entwickelte sich das weiter, was ich in Prerow angefangen hatte.“ Jawlensky hat mit diesen Bildern den teilweise dekorativen Fauvismus überwunden und zum Expressionismus gefunden.
Dieser stilisierte Kopf einer Frau ist kein Porträt einer realen Person, sondern ein Bild, das in vereinfachten runden bis mandelartigen Formen ein menschliches Antlitz darstellt. Alle stark erscheinenden Umrisse der Zeichnung setzen sich aus kleinen schwarzen Linien zusammen, und verstärken damit die Kontraste. Diese Linien sind mit einem feinen Pinsel gezogen und formen in ihrer Krümmung die Konturen. Die großen katzenartigen Augen eines archaischen Gesichts, in denen es kein Weiß gibt, sondern nur das Preußischblau des Hintergrundes und schwarze Pupillen, dominieren zusammen mit den schwarzen Lippen des Mundes das Antlitz, sodass der Eindruck einer Figur aus der Nacht entsteht. Umrahmt wird der Kopf von einer Art Aura aus hellerem Blau, mit teilweise zickzackförmigen Pinselstrichen. Jawlensky verwendet vorwiegend Primärfarben für seine Kopfbilder, die alle in dieser Maltechnik entstanden sind. Die einzige weiße Partie dieses Bildes ist der Mittelscheitel, der das gelbe, im unteren Bereich rote, Haar teilt. Andere Partien des Gesichts glühen in einem intensiven sinnlichen Rot. Auf der Rückseite der Pappe, auf der der Frauenkopf gemalt ist, befindet sich das Brustbild eines Mannes von etwa 1910 bis 1912.
Angelica Jawlensky Biancony, die Enkelin des Malers und Mitglied des Alexej von Jawlensky-Archiv S.A. in Locarno, schreibt über die Frauenköpfe und speziell diesen, dass es Jawlensky um das Einfangen der faszinierenden weiblichen Urkraft, um das Mysterium der inneren Schönheit und der Aura des Menschen ging. Die Köpfe haben einen farbig abgesetzten Nimbus, der manchmal auch die Schultern umgibt und nicht als Schatten aufgefasst werden soll.

## Provenienz und Ausstellungen
Zuerst wurde das Gemälde 1912/13 in Herwarth Waldens Erstem Deutschen Herbstsalon in Berlin gezeigt. Ab 1919 befand sich das Bild in Heidelberger Privatbesitz und wurde 1964 von Nicola Moufang für die damalige Berliner Galerie des 20. Jahrhunderts gekauft, die dann ab 1968 in die gerade fertiggestellte Neue Nationalgalerie einzog.
Ausstellungen
- 1961: Der Sturm in Berlin
- 1967: Deutsche Kunst in Berlin, Montreal
- 1971: de menselijke figuur in de kunst 1910–1960, Mechelen 1971
- 1981: Jawlensky, Städtische Galerie im Lenbachhaus München; Staatliche Kunsthalle Baden-Baden
- 1988: Stationen der Moderne, Berlin, im Martin-Gropius-Bau
- 1989: Alexej Jawlensky, Pinacoteca Comunale Casa Rusca, Locarno, danach 1989/90 in der Kunsthalle Emden
- 1992: Kunst in Deutschland, Berlin
- 1998: Alexej von Jawlensky. Reisen Freunde Wandlungen, Museum am Ostwall, Dortmund
- 2012/13: Vom Zarenreich bis zur Sowjetmacht – Russen & Deutsche – 1000 Jahre Kunst, Geschichte und Kultur Neues Museum Berlin[4]